# Berești-Bistrița
Berești-Bistrița település és községközpont Romániában, Moldvában, Bákó megyében.

## Fekvése
Bákótól északra, Gerlénytől északkeletre fekvő település.

## Története
Községközpont, négy falu: Brad, Climești, Pădureni és Berești-Bistrița tartozik hozzá.
A 2002-es népszámláláskor 2024 lakosa volt, melynek 83,3%-a román, 10,18%-a cigány volt. Ebből 90,46% görögkeleti ortodox, a többi egyéb volt.